# Броссе, Колетт
Колетт Броссе (фр. Colette Brosset; 21 февраля 1922, Париж — 1 марта 2007, там же) — французская актриса

 театра и кино, сценаристка, хореограф.

## Биография
Вместе со своим мужем Робером Дери в конце 1940-х годов создала театрально-музыкально-комическую труппу «Branquignols», в которую вошли, в частности, Луи де Фюнес, Жан Лефевр, Жан Карме, Жаклин Майан, Мишель Серро, с которыми позже играла в театральных и радиопостановках, снималась в кинокомедиях.
Впервые снялась в кино в фильме «Un coup de rouge» в 15-летнем возрасте в 1937 году.
В 1959 году за выступление на Бродвее в театральной комедии «La Plume de Ma Tante» в составе коллектива была награждена специальной премией Special Tony Award.
Самым известным фильмом К. Броссе стала, поставленная её мужем кинокомедия «Маленький купальщик» (1967) с де Фюнесом в главной роли. Несколькими годами ранее они также сняли комедию «Прекрасная американка» (1961). В 1966 году она снялась в фильме Жерара Ури «Большая прогулка» с де Фюнесом и Бурвилем.

## Избранная фильмография
- Un coup de rouge (1937)
- Thérèse Martin (1938)
- Звезда без света (1946) — Лулу
- Master Love (1946) — Мари
- En êtes-vous bien sûr? (1947) — сотрудница «Службы любви Коко»
- Les Aventures des Pieds-Nickelés (1948) — Ирен
- Я люблю только тебя (1949) — Монриваль
- Branquignol (1949) — Каролина
- Bertrand cœur de lion (1951) — Анна
- Любовь — не грех (1952) — Элен Кахузак
- Ах! Эти прекрасные вакханки (1954) — Колетт Броссе
- Прекрасная американка (1961) — Полетт Перриньон (озвучание — Серафима Холина)
- Вперед, Франция! (1964) — Леди Иветт Брисберн 'Vévette' (озвучание — Лариса Пашкова)
- La Communale (1965)
- Adieux de Tabarin (1966, ТВ) — Лола
- Горит ли Париж? (1966) — эпизод, в титрах не указана
- Большая прогулка (1966) — Жермен, хозяйка гостиницы (озвучание — Лариса Пашкова)
- Маленький купальщик (1968) — Шарлотта Кастанье (озвучание — Роза Макагонова)
- Trois hommes sur un cheval (1969) — Молл / Кики
- Трое мужчин на лошади (1970)
- Le Temps d’aimer (1972, ТВ фильм)
- Сегодня в Париже (1972, ТВ фильм)
- Заткнитесь, чайки! (1974) — Анник
- Jack, or The Submission (1977)
- Qui c’est ce garçon? (1987, ТВ сериал)
- Série noire (1988, ТВ сериал) — Нинон

Участвовала в написании сценариев («Вперед, Франция»! (1964), «Маленький купальщик» (1968)).
Балерина. Как хореограф, участвовала в постановке танцев в фильмах «Ах! Эти прекрасные вакханки» и «Ресторан господина Септима» (1966), в 1970 году — мюзикла «L’Amour masqué» Саши Гитри и Андре Мессаже в Театре Пале-Рояль с Жаном Маре в главной роли, а также «Le Plaisir conjugal» (1972).
Последний раз вышла на сцену в 2004 году, незадолго до смерти своего мужа.